# Paperino e i boy scouts
Paperino e i boy scouts (Good Scouts) è un film del 1938 diretto da Jack King. È un cortometraggio animato della serie Donald Duck, prodotto dalla Walt Disney Productions e uscito negli Stati Uniti l'8 luglio 1938, distribuito dalla RKO Radio Pictures.
Paperino e i boy scouts fu candidato per l'Oscar al miglior cortometraggio d'animazione ai Premi Oscar 1939, ma perse a favore de Il toro Ferdinando, anch'esso della Disney. Quell'anno ricevettero una nomination anche i cortometraggi Disney L'eroico ammazzasette e Tra le stelle di Hollywood, stabilendo il record di maggior numero di nomination nella categoria per lo stesso studio. Paperino e i boy scouts fu la prima candidatura all'Oscar della serie Donald Duck. Dal 1993 viene distribuito col titolo Paperino e le Giovani Marmotte; tale titolo è errato, in quanto quello formato dai quattro paperi è un semplice gruppo di scout, mentre le Giovani Marmotte furono inventate da Carl Barks solo nel 1951 (probabilmente ispirandosi a questo corto, da lui stesso sceneggiato).

## Trama
Paperino e i suoi nipotini Qui, Quo e Qua sono in una spedizione di scautismo al parco nazionale di Yellowstone, con Paperino che agisce in qualità di capo scout. Arrivati al loro campo, Paperino tenta invano di insegnare ai ragazzi come comportarsi nella natura, cercando dapprima di abbattere un albero pietrificato, per poi piantare la tenda con dei nodi sbagliati, facendo ridere i nipoti. Frustrato per la mancanza di gratitudine dei nipoti per il suo impegno, Paperino decide di farli dispiacere, fingendo di essere stato ferito, versandosi addosso del ketchup. Ma Qui, Quo e Qua scattano in azione e bendano rapidamente dalla testa ai piedi Paperino, che, incapace di vedere, vaga senza meta e cade infine in un barattolo di miele.
Presto arriva un grande orso grizzly, attratto dall'odore del cibo. Cercando di sfuggire dall'orso, Paperino corre, riuscendo a togliersi le bende. Cade poi giù da un dirupo e il suo sedere si blocca nell'apertura del "Geyser Puntuale" (un riferimento all'Old Faithful). Dopo poco il geyser si attiva e l'acqua spara Paperino in aria, portandolo più vicino all'orso, che è ancora sul bordo del dirupo. I nipotini tentano di salvare Paperino chiudendo il geyser in diversi modi, ma ogni tentativo si rivela inutile. Alla fine tirano un grosso masso sul geyser, che però lo spara via. L'orso si mette perciò a rincorrere Paperino sul masso, perfettamente in equilibrio sulla cima del flusso di acqua del geyser. Più tardi, quella notte, Paperino sta ancora scappando dall'orso sopra il masso di prima, mentre Qui, Quo e Qua gli "augurano la buonanotte".

## Distribuzione

### Edizione italiana
Il corto fu distribuito in Italia il 23 luglio 1977 all'interno del film di montaggio Paperino e c. in vacanza. Nel 1993, per l'uscita in VHS, il corto fu doppiato dal Gruppo Trenta. Tale doppiaggio è stato usato nelle varie occasioni successive.

### Cinema
- Paperino e c. in vacanza (23 luglio 1977)[1][2]

### Edizioni home video

#### VHS
- VideoParade vol. 12 (novembre 1993)[3]

#### DVD
Il cortometraggio è incluso nei DVD Walt Disney Treasures: Semplicemente Paperino - Vol. 1 ed Extreme Adventure Fun.